# Герб Лиманів
Герб Лима́нів затверджений 27 грудня 2010 р. рішенням № 8 сесії Лиманівської сільської ради.

## Опис
Червоне вістря ділить щит на зелене і синє поля. На першому полі — срібний вітряк, на другому — три срібні риби в балку одна над другою. На вістрі — золота церква. Щит обрамований декоративним картушем i увінчаний золотою сільською короною.
Автор — І. Д. Янушкевич.